# سارا هارستیک
سارا هارستیک (به انگلیسی: Sara Harstick) (زادهٔ ۸ سپتامبر ۱۹۸۱) شناگر اهل آلمان است.